# 成柏仁

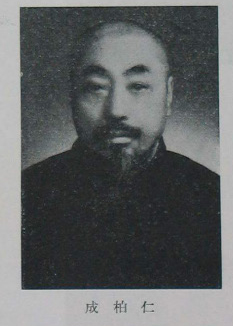
成柏仁近照

成柏仁（1888年—1958年），陕西耀县人，中华人民共和国政治人物。
担任西北行政委员会文化教育委员会副主任。1954年，当选第一届全国人民代表大会代表。